# Thomas Prosper Jullien
Pour les articles homonymes, voir Jullien.
Thomas Prosper Jullien, Aide de camp du général Bonaparte, est capitaine (1773-1798), frère du célèbre général et Comte d'Empire Louis Joseph Victor Jullien de Bidon. Né le 21 décembre 1773 à Lapalud, Thomas Prosper intègre, en 1789, à 17 ans, la garde nationale de Lapalud qui vient d’être créée.

## Premiers régiments (1792-1795)
À 19 ans, il est nommé sous-lieutenant au régiment d’Aquitaine qui devient ensuite le 35e régiment d’infanterie. Six mois plus tard, il est promu lieutenant (1792) et remplace Saint-Hilaire. Au siège de Toulon (septembre – décembre 1793), Prosper rejoint Bonaparte comme lieutenant du 34e régiment d’infanterie et prend le commandement des chasseurs du deuxième bataillon. Il passe ensuite capitaine adjoint de l’adjudant général Saint-Hilaire (1794) puis capitaine le 3 avril 1795.

## Campagne d'Italie (1796-1797)
Avec Saint-Hilaire, il rejoint alors l’État-major de l'armée d'Italie à Milan. Le 7 septembre 1796, Prosper se distingue au combat de Covelo et au passage des gorges de Brenta où il est cité par Bonaparte en même temps que Duroc et Augereau : 

« Les citoyens Stock, capitaine au premier bataillon de la 5e demi-brigade d'infanterie légère ; Milhaud, chef de brigade du 5e dragons ; Lauvin, adjudant, sous- lieutenant du même régiment ; Duroc, capitaine d'artillerie, qui a eu son cheval tué sous lui ; Julien, aide de camp du général Saint-Hilaire ; le frère du général Augereau et son aide de camp, se sont particulièrement distingués. L’ardeur au combat du soldat est égale à celle des généraux et des officiers. Il est cependant des traits de courage qui méritent d’être recueillis par l’historien. »

— Bonaparte - 7 septembre 1796
Le 5 octobre 1796, il passe capitaine à la 75e demi-brigade d'infanterie de ligne. Bonaparte l’attache à son État-major et à ce titre le jeune Prosper a plusieurs fois l’occasion de se rendre au domicile du général en chef, rue Chantereine. Il escorte Joséphine de Milan à Paris avec Junot et Louis Bonaparte. Il devient aide de camp de Bonaparte le 9 avril 1798 mais la fin de la campagne d'Italie prend fin avant qu’il ait pu entrer en fonction. En 1797, Bonaparte le choisit pour accompagner Marmont dans son ambassade à Rome, afin d’y rencontrer le pape Pie VI, parce qu’il pense que cet officier de belle prestance possède les qualités de donner l’idée la plus avantageuse de l’armée française aux romains.
Le général Desaix le décrit ainsi dans son Journal de voyages« Joli garçon, bon ton, teint basané ». René Bouscayrol écrit de lui : « un beau capitaine d’infanterie au teint basané ».

## Campagne d'Égypte (1798)
Le 3 mai 1798, Bonaparte quitte Paris pour aller s’embarquer à Toulon. Joséphine accompagne son mari. Prosper est aussi du voyage. Il part pour l’Égypte le 19 mars 1798 et embarque avec Bonaparte sur « l’Orient ». Il est alors aide de camp de Bonaparte.
Le 30 juillet 1798, il part pour Alexandrie, escorté par une quinzaine d’hommes de la 75e demi-brigade, portant des lettres adressées à l’amiral Brueys « lui ordonnant de se mouiller immédiatement dans le Port-Vieux ou de se réfugier à Corfou », et aux généraux Kléber et Jacques-François Menou. Il est  massacré avec son escorte par les habitants du village d’Alqam peu de temps après, certainement le 2 août. Le général Kléber écrit d’Alexandrie, dans une lettre adressée à Bonaparte, le 5 fructidor de l’An VI (22 août 1798) : « j’ai appris avec une véritable affliction la mort du pauvre Julien, votre aide de camp ».
Le 25 août, Bonaparte donnera l’ordre au général Lanusse de piller le village, puis de le détruire. C’est le capitaine Joseph-Marie Moiret (l’escorte de Jullien faisait partie du 1er  bataillon du régiment auquel appartenait Moiret) qui mènera cette opération, il découvrira à Alqam dans une des maisons, les vêtements ensanglantés de Thomas Prosper et ses hommes.

« L’ordre nous fut donné le 9 fructidor (26 août) d’aller brûler ce village, et d’en tirer une vengeance éclatante. Nous nous embarquâmes donc sur le Nil à Boulaq, et nous prîmes terre à Alqam, le 11 à 4 heures et demie du matin. Nous trouvâmes ce village désert : tous les habitants, dont les plus coupables avaient  pris les armes, avertis à temps de notre arrivée, et avaient pris la fuite ; nous fûmes donc obligés de nous contenter de détruire cet endroit par les flammes. Néanmoins la fureur du soldat s’exerça sur un vieillard et une vieille femme chez qui l’ont trouva  des habits français ensanglantés, et sur les pigeons dont toute l’Égypte abonde. C’est le seul butin que nous pûmes faire et emporter de ce malheureux village. »

— Capitaine Moiret, 1er bataillon de la 75e demi-brigade - 1798

« On ne trouve d’autres traces de ce funeste évènement qu’un bouton de veste dans la poussière d’une hutte, situé non loin d’Alqam. Ce bouton portait le numéro du corps qui avait fourni l’escorte. »

— Bourienne - 1830

« J'ai été extrêmement peiné. C'est une perte que je sais évaluer. »

— Bonaparte, général en chef de l'armée d'orient - 1798
Le corps de ces soldats fut-il retrouvé ? Ida de Saint-Elme dans La contemporaine en Égypte, tome IV, page 196 mentionne : « CAIRE. Fleur d’oublie, cueillie dans un coin du jardin de l’hôtel du quartier franc, contre une espèce de palissade et une haie, sorte de cloaque où l’on m’a dit que fut enterré le brave chef de brigade Pinon. Je ne garantie pas que ce soit le chef de brigade Pinon, quoiqu’on me l’ai assuré : car cet officier fit partie de l’expédition contre les Darfouriens, dans la Haute-Égypte ; et j’ai eu à Siout des notes sur son passage. Il fut tué, je crois, d’un coup de feu parti d’une maison d’un fort village contre les Arabes de Géama et d’El-Bcoutchi. Je crois que c’est le général Jullien qu’on a enterré au jardin du quartier franc du Caire, et dont les restes se sont trouvés ainsi négligés, oubliés. Nous y avons suspendu une branche de laurier. » 
Bien que l'on ait retrouvé des armes et des uniformes ensanglantés à Alqam, il est fort improbable que le corps de Thomas Prosper, lui, ait été retrouvé. L'attaque s'est déroulée sur le Nil ou ses abords immédiats et l'expédition punitive s'est déroulée plus de vingt jours après les faits.

## Hommages

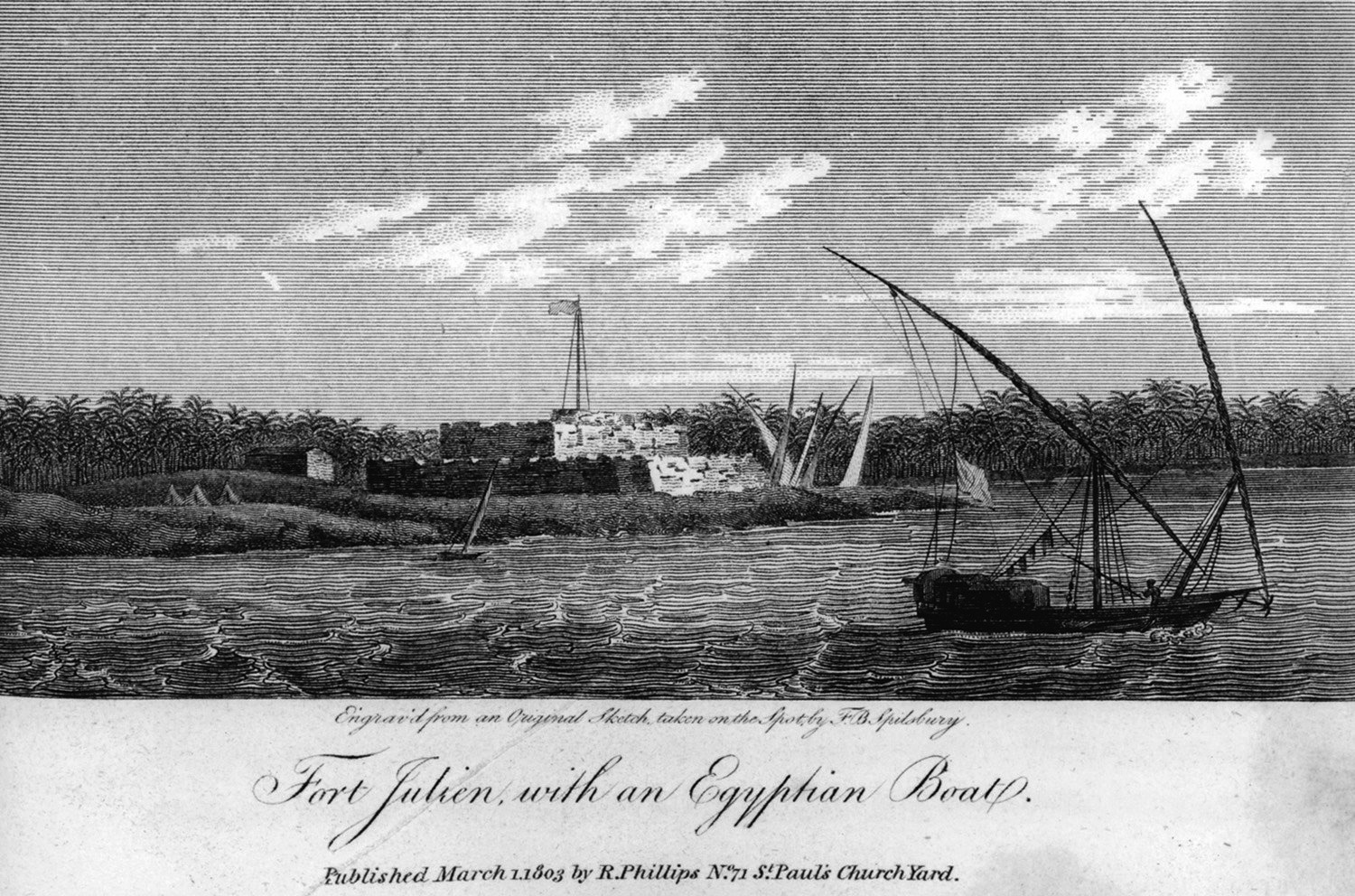
Fort Jullien en 1803

- Juin 1799 : son nom est compris dans la liste des officiers français morts au cours de l'an VII inscrite sur les parties hautes des portes des remparts de la ville du Caire[1].
- Octobre 1799 : Bonaparte rebaptise l’ancien Fort Rashid, qui commandait le boghâz du Nil (jonction du fleuve avec la mer Méditerranée) Fort-Jullien en souvenir de son aide de camp[1],[6]. C’est au cours de travaux de fortification que fut mise à jour une pierre de granit noire recouverte d’inscriptions en trois langues. C’est la fameuse « Pierre de Rosette » qui permit plus tard à Champollion de percer le secret des hiéroglyphes.
- 1803 : fidèle au souvenir, l’empereur Bonaparte fait exécuter un buste[11] du capitaine Jullien qu’il fait placer dans la salle des maréchaux, aux Tuileries, pendant toute la durée de l’Empire[1]. Ce buste est actuellement exposé à Versailles, château de Trianon. Son frère, le Général, Comte d’Empire et préfet du Morbihan en commande une copie en plâtre, qu'il fait mettre  dans le hall de la préfecture du Morbihan à Vannes.

### Regard de ses contemporains
Les plus grands spécialistes du Premier Empire sont unanimes et s’accordent tous pour dire que Jullien Prosper était un officier de grand talent.

« Le général Bonaparte perdit en lui un des meilleurs officiers de son état-major, et moi un excellent ami »

— Lavalette, aide de camp de Bonaparte en Égypte

« Officier de grand mérite et de bien grandes espérances. »

— Bourienne

« L’empereur l’aimait beaucoup. »

— O’Meara, médecin de l’Empereur à Sainte-Hélène